# دموکراسی تو روز روشن
دموکراسی تو روز روشن عنوان فیلمی سینمایی ساخته علی عطشانی محصول سال ۱۳۸۹ ایران است.

## بازیگران
- حمید فرخ‌نژاد  در نقش ستوده
- نیکی کریمی  در نقش خانم احسانی
- محمدرضا فروتن در نقش نیک ذات
- محمدرضا گلزار  در نقش فرشته مرگ
- نیوشا ضیغمی  در نقش فاطمه ، زهرا
- نیما شاهرخ‌شاهی  در نقش آندره
- ارژنگ امیرفضلی  در نقش سرباز هخامنشی
- مهران رجبی  در نقش بایگان
- فخرالدین صدیق‌شریف در نقش حاج آقا مقدس

## داستان
روایتی از سرگذشت زندگی یک فرمانده ایرانی به نام امیر ستوده درجنگ ایران و عراق دارد که در زندگی اشتباهاتی مرتکب شده و در عالم برزخ سعی در جبران خطاهایش دارد. این اتفاقات در قالب طنز موقعیت رخ می‌دهند.